# Je sais pas trop
Albums de Mano Solo
Frères Misère
(1996) Internationale Shalala Live au Tourtour
(1999)
Je sais pas trop est le 3e album de Mano Solo de 1997. Il s'agit d'un album enregistré entièrement en public où Mano Solo était accompagné d'un orchestre composé de cuivres, de cordes et de percussions.

## Liste des chansons
| No  | Titre                    | Durée |
| --- | ------------------------ | ----- |
| 1.  | Te souviens-tu ?         | 3:08  |
| 2.  | Les fées                 | 2:30  |
| 3.  | La Liberté               | 4:10  |
| 4.  | Sens-tu ?                | 4:01  |
| 5.  | Le drapeau               | 3:36  |
| 6.  | Ça n'a pas marché        | 2:28  |
| 7.  | Janvier                  | 3:27  |
| 8.  | Il m'arrive encore       | 2:27  |
| 9.  | Que reste-t-il à vivre ? | 2:20  |
| 10. | Je suis venu vous voir   | 4:20  |
| 11. | C'est plus pareil        | 4:42  |
| 12. | Novembre                 | 2:11  |